# Винниковы
Винниковы — древний дворянский род.
Род занесён в родословную книгу Полтавской губернии.

## История рода
Степан Винников московский гость (1501), Иван Жданович упомянут (1577). Воин Никитич и Сафон Семёнович помещики Тульского уезда (1587).
В XVI и XVII столетиях Винниковы владели поместьями в Коломенском уезде и служили с города и по выбору. Городовой дворянин Янка (Яков) Клементьевич вёрстан новичным окладом (1628), его брат Григорий служил по Ельцу. Артемий Яковлевич владел поместьем в конце XVII века. Иван Павлович служил в детях боярских по Короче (1639—1645).
Известен род купцов Винниковых, которым принадлежал особняк в Туле, куда переехала тульская казённая палата (1866).